# Willerm Delisfort
Willerm Delisfort (* 14. November 1983 in Little Haiti, Miami) ist ein US-amerikanischer Jazzmusiker (Piano, Komposition) des Modern Jazz.

## Leben und Wirken
Delisfort wurde durch seinen Vater, der in Little Haiti (Miami) als Sohn haitianischer Eltern geboren wurde, schon in jungen Jahren musikalisch unterwiesen. Er hatte, als er elf Jahre alt war, Unterricht bei John McMinn, mit 15 Jahren begann er, sich zudem mit Komposition zu beschäftigen. Sein Mentor wurde der Trompeter Melton Mustafa, der in den nächsten fünf Jahren Willerms Schaffen unterstützte. Mit seiner ersten Band The Delisfort Project folgten erste Auftritte, zunächst in Florida, später landesweit sowie eine Europatournee mit den Ladies of Jazz. Als Stipendiat der Northern Illinois University studierte er von 2006 bis 2009 bei Willie Pickens.
Seitdem arbeitete Delisfort u. a. mit Fareed Haque, Lauryn Hill, Kirk Whalum, Louis Bellson, Lew Soloff, Calvin Newborn, Corey Wilkes, Curtis Fuller, Jimmy Heath, David Sánchez, Jennifer Holiday, George Freeman, Red Holloway, Javon Jackson, Peter Erskine und Freddie Jackson. Des Weiteren war er als Theatermusiker tätig, so bei Produktionen wie Dreamgirls, Ain’t Misbehavin, Crowns, Aida, The Best of Broadway und Don’t Bother Me I Can’t Cope. 2009 legte er sein Debütalbum Freedom Riders vor. Im Bereich des Jazz verzeichnet Tom Lord zwischen 2009 und 2018 die Beteiligung an zwölf Aufnahmesessions, u. a. mit Ernest Dawkins (Afro Straight Delmark Records 2012), Melissa Gardiner, Dudley Owens, Shirazette Tinnin und Dezron Douglas; weiterhin nahm er auch mit Fareed Haque & The Flat Earth Ensemble (Flat Planet 2008) auf.

## Diskographische Hinweise
- Freedom Riders (2009), mit Marquis Hill (tp), Patrick Terbrack (sax), Larry Brown, Jr. (git), Kevin Smith, Tim Seisser (kb), Shirazette Tinnin, Makaya McCraven, Cliff Wallace (dr), Juan Pastor (perc)